# Johann Ernst von Plötz
Johann "Hans" Ernst von Plötz (* 1708 in Pommern; † 29. April 1782) war ein preußischer Oberst, Chef des Grenadier-Bataillons Nr. 6, später Chef des Kadettenkorps sowie Amtshauptmann von Balga und Herr auf Stresow und Bresow (Kreis Stargard). Er entstammt dem uradeligen pommerschen Geschlecht Ploetz.

## Militärische Laufbahn
Er ging 1721 in preußische Dienste und kam in das Infanterie-Regiment Nr. 15 (Goltz) und wurde 1732 dort Fähnrich. Er kämpfte in beiden Schlesischen Kriegen. Am 10. Mai 1753 wurde er zum Major befördert und erhielt das neuerrichtete Grenadier-Bataillon Nr. 6, das aus den Grenadier-Kompanien der Garnisons-Regimenter Nr. 6 (Lattorf) und Nr. 8 (Quadt) gebildet wurde. Während des Siebenjährigen Krieges wurde er in der Schlacht bei Prag schwer verwundet und im Jahr 1758 nahm er daher als Oberstleutnant seinen Abschied und begab sich auf seine Güter.
1777 kaufte er das Gut Bresow auf 27 Jahre von Otto Ludwig von Flemming.
Am 1. Februar 1782 erhielt er vom König den Auftrag, als Nachfolger des Generalleutnants Johann von Buddenbrock das Kadettenkorps zu Übernehmen. Dazu erhielt er den Charakter eines Obersten und am 13. März 1782 auch die Amtshauptmannschaft von Balga. Er starb aber bereits am 29. April 1782.

## Familie
Er war mit Anna Sophie Friederike von Flemming (* 17. Dezember 1746; † 12. November 1813) verheiratet. Die Witwe heiratete später den Hauptmann Philipp Johann Georg von Berg († 15. Juni 1800) aus dem Infanterie-Regiment Nr. 13 (Braun).